# 引渡或起诉的义务
引渡或起诉的义务（拉丁語：aut dedere aut judicare），也称为“引渡或起诉原则”，英文为Aut Dedere Aut Judicare，是国际法中关于管辖权的重要原则之一。
该项原则要求，对于发现犯罪嫌疑人的国家，应当按照有关条约的规定，将犯罪嫌疑人移交给有关引渡请求国；如果其不同意引渡，则应当按照本国法律，对该犯罪嫌疑人进行起诉，以追求其刑事责任。

## 外部連接
- Aut Dedere Aut Judicare -- Bibliographies on the topics of the International Law Commission (no. 6 in the list) (UNOG Library) （页面存档备份，存于）